# Eurygaster testudinaria
Eurygaster testudinaria es un insecto de la familia Scutelleridae. Habita en Europa entre el norte del Mediterráneo y el sur de Escandinavia, y al este a través de Asia Central hasta el norte de China y Japón.
Esta especie es muy difícil de diferenciar de Eurygaster maura; las E. testudinaria tienen una depresión central leve delante de la cabeza. Su color varía de forma parecida.
Eurygaster testudinaria se alimenta de gramíneas (hierbas). 